# Giuse Cao Hoành Hiệu
Giuse Cao Hoành Hiệu O.F.M. (1945-2022, tiếng Anh:Joseph Gao Hong-xiao, tiếng Trung:高宏效) là một giám mục người Trung Quốc của Giáo hội Công giáo Rôma. Ông từng đảm trách cương vị Tổng giám mục chính tòa Tổng giáo phận Khai Phong.

## Tiểu sử
Tổng giám mục Cao sinh năm 1945 tại Trung Quốc, là thành viên dòng O.F.M.. Sau quá trình tu học dài hạn, ông được truyền chức linh mục vào năm 1989.
Tòa Thánh bổ nhiệm linh mục Giuse Cao Hoành Hiệu làm Tổng giám mục Phó Tổng giáo phận Khai Phong. Lễ Tấn phong cho Tân giám mục diễn ra vào ngày 1 tháng 1 năm 2005. Ngày 23 tháng 9 năm 2007, Tổng giám mục Gioan Baotixita Lương Hy Thánh qua đời, ông chính thức kế vị làm Tổng giám mục Khai Phong.
Ông qua đời ngày 19 tháng 12 năm 2022.